# Lucky Wray
Vernon Aubrey „Lucky“ Wray (* 7. Januar 1924 in Dunn, North Carolina; † 1979 in Arizona) war ein US-amerikanischer Country- und Rockabilly-Sänger. Er war der Bruder des Gitarristen Link Wray.

## Leben

### Kindheit und Jugend
Geboren und aufgewachsen in North Carolina, zog Familie Wray 1943 nach Portsmouth, Virginia. Dort arbeitete Wray als Taxifahrer. Am Abend verdiente er sich zusammen mit seinen Brüdern Link und Doug etwas dazu, indem er öffentlich auftrat und in Bars und Kneipen spielte.

### Karriere
1955 zogen Lucky, Link und Doug nach Washington, D.C. Zusammen mit Shorty Long und Dixie Neal gründeten sie die Palomino Ranch Hands. In Ben Adelmans Aufnahmestudio hatten sie dann 1956 die Möglichkeit, einige ihrer eigenen Titel aufzunehmen. Insgesamt entstanden aus dieser Session sechs Titel, unter anderem It’s Music She Says, What’cha Say, Honey? und Teenage Cutie, eine Mischung aus Country und Rockabilly, die bei Starday Records veröffentlicht wurden. Als Ray Vernon nahm Lucky Wray als Solo-Künstler in den nächsten Jahren bei verschiedenen Labels weiterhin Platten auf. Zusätzlich moderierte er die Milt Grant Show und eröffnete ein Aufnahmestudio. Danach zog Wray nach Accokeek, Maryland, wo er ein weiteres Studio gründete, das er Wray’s Shack Three Tracks nannte. In seinen Studios nahm er selbst auch Stücke auf.
Nachdem Wray nach Arizona umgezogen war, verbrachte er seine Zeit damit, seine mittlerweile drei Studios sowie seine Karriere zu managen.
Lucky Wray starb 1979 im Alter von 55 Jahren.

## Diskografie
| Jahr | Titel                                                | Plattenfirma         |
| ---- | ---------------------------------------------------- | -------------------- |
| 1956 | It’s Music She Says / Sick and Tired                 | Starday Records      |
| 1956 | What’cha Say, Honey? / Got Another Baby              | Starday Records      |
| 1956 | Teenage Cutie / You’re My Song                       | Starday Records      |
| 1957 | Evil Angel / Remember You’re Mine                    | Cameo Records        |
| 1957 | Evil Angel / I’ll Take Tomorrow                      | Cameo Records        |
| 1957 | I’m Countin’ On You / Terry (You’re Askin’ Too Much) | Cameo Records        |
| 1958 | Window Shopping / I’ll Be So Good To You             | Cameo Records        |
| 1958 | Two Teenage Hearts / It’s So Easy                    | Mark Records         |
| 1958 | That’s You / I Love You, Darling                     | Mark Records         |
| 1959 | Pretty Blue Eyes / My Sugar Bluem                    | Liberty Records      |
| 1960 | And There Was Love / Here Was A Man                  | Ray Vernon Records   |
| 1960 | Here Was A Man / And There Was Love                  | Ray Vernon Records   |
| 1960 | Roughshod / Vendetta                                 | Scottie Records      |
| 1961 | Danger One Way Love / Evil Angel                     | Rumble Records       |
| 1962 | Big City After Dark / Hold It                        | Mala Records         |
| 1964 | Gotta Go Get My Baby / I Couldn’t Keep From Crying   | Lawn Records         |
|      | - Tattoo                                             | nicht veröffentlicht |